# Tammy Baldwin
Tammy Suzanne Green Baldwin (ur. 11 lutego 1962) – amerykańska polityk, demokratyczna członkini Senatu Stanów Zjednoczonych ze stanu Wisconsin.

## Życiorys
Pochodząca z Madison w Wisconsin Baldwin ukończyła Smith College. W latach 1993–1999 była członkinią stanowej legislatury.
Jej kariera na szczeblu federalnym rozpoczęła się w 1998, kiedy wybrano ją członkinią Izby Reprezentantów.
Miejsce w Izbie Reprezentantów zajmowała do 2013 roku, gdyż wtedy rozpoczęła swoją pierwszą kadencję w amerykańskim Senacie. W wyborach do Senatu pokonała byłego republikańskiego gubernatora i sekretarza Zdrowia i Opieki Społecznej w gabinecie George’a W. Busha Tommy’ego Thompsona 51,4% do 45,9%. Została tym samym pierwszą otwarcie homoseksualną osobą w amerykańskim Senacie.
Tammy Baldwin została pierwszym politykiem amerykańskim wybranym w skład Kongresu otwarcie przyznającym, że jest lesbijką (dwie poprzednie osoby homoseksualne w składzie Izby ujawniły swoją orientację seksualną już kiedy w niej zasiadały), a także pierwszą lesbijką, która zasiadała w kongresowych ławach. Z powodu swej orientacji jest atakowana przez środowiska konserwatywne. Jest zwolenniczką rozszerzenia praw obywatelskich (możliwość zawierania legalnych związków itd.) na osoby tej orientacji seksualnej.
Tammy Baldwin specjalizuje się w sprawach ubezpieczeń zdrowotnych. Przemawiała w tej sprawie na Demokratycznej Konwencji Przedwyborczej w 2004.